# Hellum (parochie)
Hellum is een parochie van de Deense Volkskerk in de Deense gemeente Brønderslev. De parochie maakt deel uit van het bisdom Aalborg en telt 350 kerkleden op een bevolking van 389 (2004). Historisch hoorde de parochie tot de herred Dronninglund. In 1970 werd de parochie deel van de nieuwe gemeente Brønderslev.
Agersted · Aså · Brønderslev · Dorf · Dronninglund · Hallund · Hellevad · Hellum · Hjallerup · Jerslev · Melholt · Mylund · Ørum · Øster Brønderslev · Øster Hjermitslev · Serritslev · Stenum · Tise · Tolstrup · Voer